# Isḥāq al-Andalusiyya
Isḥāq al-Andalusiyya (geb. im 9. Jahrhundert, gest. am 23. Dezember 883) war eine Sklavin und Konkubine des zehnten Abbasiden-Kalifen al-Mutawakkil (822–861, reg. 847–861), Mutter des Regenten al-Muwaffaq (842–891, reg. 875–891).

## Leben
Isḥāq al-Andalusiyya war ethnisch gemischter Herkunft, wobei ihre Abstammung entsprechend ihres Namens auf die iberische Halbinsel zurückgeht. Sie war eine Sklavin und Konkubine des zehnten Abbasiden-Kalifen al-Mutawakkil (822–861, reg. 847–861), eine seiner Favoritinnen und gebar ihm die Söhne, Abu Ahmad al-Muwaffaq (842–891) und Ibrahim al-Mu'ayyad (842/844–866). Ihr Sohn al-Muwaffaq wurde von 875 bis zu seinem Tod Regent im Abbasiden-Kalifat; ihr Enkel al-Mu'tadid bi-'llah (857–902), der Sohn von al-Muwaffaq und der Sklavin Ḍirār (gest. 891) wurde der sechzehnte Kalif der Abbasiden (reg. 892–902).
Isḥāq al-Andalusiyya starb am 23. Dezember 883 und wurde auf dem Ruṣāfa-Friedhof bestattet.

## Rezeption
Der irakisch-abbasidische Historiker Ibn al-Sa'i (1197–1276) erwähnte sie in seinem Werk Die Frauen der Kalifen.